# Cedar Bluffs
Cedar Bluffs är en ort (village) i Saunders County i Nebraska. Vid 2010 års folkräkning hade Cedar Bluffs 610 invånare.